# Neonode
Neonode Inc. (NASDAQ:NEON) är ett publikt bolag grundat 2001 av Thomas Eriksson och Magnus Goertz.
Företaget erbjuder optiska sensorlösningar för beröringsfri touch, geststyrning samt detektering av omgivningar och objekt. Neonodes teknik finns implementerad i mer än 80 miljoner produkter globalt och bolaget har en patentportfölj med dryga 100 patent. Neonodes kundbas innehåller flera Fortune 500-bolag inom exempelvis konsumentelektronik-, medicinteknik-, hiss-, kiosk- och bilindustrin.

## Historia
Neonode var ursprungligen en tillverkare av världens första geststyrda mobiltelefon, Neonode N1.
Företagets första prototyp visades upp offentligt på den tyska IT-mässan CeBIT i mars 2002. Samma år hölls en presskonferens på Fryshuset i Stockholm som skapade stor uppmärksamhet, vilket även resulterade i att 20 000 kunder gjorde förhandsbeställningar av telefonen.
Genom nyttjande av företagets två patenterade tekniker, zForce och Neno, utvecklade Neonode AB tre telefonmodeller: N1, N1m och N2. Alla tre modeller hade liknande design präglade av en stor optisk pekskärm i färg.
År 2010 blev Neonodes zForce utsedd till årets teknik av tidningen Mobil under Mobilgalan.
Under 2010-2011 blev Neonodes teknik för första gången implementerad i produkter inom e-boksläsarsegmentet.
Under 2013 gjorde zForce-tekniken inträde i printersegmentet (HP, Samsung, Epson, Canon) och personbilsindustrin (Volvo, Suzuki).
2016 lanserade Neonode en B2C-produkt vid namn AirBar – en pekskärmssensor som tillhandahåller touch för bärbara datorer utan skärm med touch-funktionalitet.
Under 2017 lanserade bolaget sina första ”plug-and-play”-sensormoduler ämnade för inbyggnad, vid namn zForce AIR Sensor Modules. Denna serie sensormoduler finns sedan dess till försäljning hos Digi-Key.
I slutet av 2020 passerade antalet produkter som innehåller Neonodes teknik 73 miljoner.